# Lampona tulley
Lampona tulley is een spinnensoort uit de familie Lamponidae. De soort komt voor in Queensland.